# Munții Clăbucet
Munții Clăbucet  sunt o grupă muntoasă a Carpaților de Curbură, aparținând de lanțul muntos al Carpaților Orientali.